# Bib Mousse
Een Bib Mousse is een schuimvulling (multicellulair butyl) voor een motorfiets-band die vooral in marathonrally's wordt gebruikt. 
De Bib Mousse is uitgevonden door Michelin in (1983). Het voordeel van dit systeem is dat het niet lek kan raken, maar het nadeel is dat een Bib Mousse moeilijker te vervangen is en warm wordt bij hoge snelheid en/of groot gewicht. Daarom was hij aanvankelijk alleen bruikbaar op lichte motoren (eencilinders) op niet al te snelle trajecten. Tegenwoordig is het systeem ook in gebruik bij Enduro-wedstrijden. 
Mogelijk is de Bib Mousse genoemd naar Michelins reclamefiguurtje Bibendum.